# Chata pod Suchým
Chata pod Suchým je horská chata v Malé Fatře. Nachází se na severozápadním svahu vrchu Suchý v nadmořské výšce 1075 m n. m.
Přístup k chatě je možný turistickými trasami ze Strečna nebo z Vavrína. Chata poskytuje ubytování a občerstvení pro turisty s celoročním provozem. Je stanicí horské služby.

## Přístup
Seznam cest vedoucích k chatě:
- Po červené značce z Nezbudskej Lúčky kolem Starhradu
- Po zelené značce z Varin přes Javorinu
- Po žluté značce ze sedla Brestov
- Po modré značce z lokality Podhradský při Starhrad